# Eric Berry
James Eric Berry (Fairburn, 29 dicembre 1988) è un giocatore di football americano statunitense che gioca nel ruolo di defensive back nella National Football League (NFL). Al college ha giocato a football all'Università del Tennessee.

## Carriera professionistica

### Kansas City Chiefs
Al draft NFL 2010, Berry è stato selezionato come 5ª scelta assoluta dai Chiefs. Il 30 luglio 2010 firma un contratto di 6 anni per un totale di 60 milioni di dollari diventando la safety più pagata della lega. Ha debuttato nella NFL il 13 settembre 2010 contro i San Diego Chargers indossando la maglia numero 29.
Ha giocato tutte le partite facendo registrare 4 intercetti di cui uno, il 26 dicembre contro i Tennessee Titans, ritornato per 54 yard in touchdown. Grazie alle sue prestazioni è stato convocato per la prima volta al Pro Bowl.
Dopo soli 45 secondi della partita contro i Buffalo Bills giocata l'11 settembre 2011 durante una giocata difensiva si è procurato la rottura del legamento crociato anteriore del ginocchio sinistro. Il 14 settembre è stato messo sulla lista infortunati perdendo l'intera stagione regolare.
Il 26 dicembre 2012, Berry è stato convocato per il secondo Pro Bowl in carriera. La sua stagione è terminata con 86 tackle, 1 intercetto e 10 passaggi deviati, giocando tutte le 16 partite come titolare.
Nella vittoria della settimana 3 della stagione 2013 sui Philadelphia Eagles, Berry ha messo a segno un intercetto su Michael Vick ritornandolo per 38 yard in touchdown. Altri due li fece registrare su Matt McGloin nella vittoria della settimana 15 sugli Oakland Raiders. La sua stagione terminò con 74 tackle, 3,5 sack e 3 intercetti, venendo premiato con la terza convocazione al Pro Bowl in carriera e inserito per la prima volta nel First-team All-Pro. Il 4 gennaio 2014, nel primo turno di playoff i Chiefs furono ospiti dei Colts. Barry guidò la sua squadra con 9 tackle e un fumble forzato ma questa sprecò un vantaggio di 28 punti nel terzo quarto, finendo per essere sconfitta per 45-44. A fine anno fu votato al 50º posto nella NFL Top 100 dai suoi colleghi.
Berry aprì la stagione 2014 con ben 15 tackle ma i Chiefs furono battuti in casa dai Tennessee Titans. A dicembre, al giocatore fu diagnosticato un Linfoma di Hodgkin. Dopo avere passato i successivi nove mesi a curarsi, il 28 luglio 2015 il giocatore annunciò il suo ritorno all'attività agonistica. Il primo intercetto dal ritorno in campo le fece registrare nel settimo turno della stagione 2015 su Landry Jones degli Steelers. A fine stagione fu convocato per il quarto Pro Bowl in carriera ed inserito nel First-team All-Pro dopo avere messo a segno 61 tackle e 2 intercetti. Nella gara del turno delle wild card dei playoff contro i Texans intercettò un passaggio di Brian Hoyer nel 30-0 finale che portò i Chiefs a conquistare la prima vittoria nella post-season dal 1994. Il 6 febbraio 2016, Berry fu premiato come Comeback player of the year.
Nella settimana 13 della stagione 2016 contro gli Atlanta Falcons, Berry divenne il primo giocatore a intercettare un tentativo avversario di conversione da due punti trasformandolo in due punti per la propria squadra, quando raccolse un passaggio del quarterback avversario Matt Ryan ritornandolo fino alla end zone. Tale possibilità era stata introdotta a partire dalla stagione precedente e quei punti furono quelli della vittoria per 29-28 per i Chiefs. Nel stessa gara in precedenza aveva già ritornato un intercetto per 37 yard in touchdown. Questa prestazione gli valse il premio di miglior difensore della AFC della settimana. A fine stagione fu convocato per il quinto Pro Bowl in carriera e inserito nel First-team All-Pro.
Il 7 settembre 2017, Berry si ruppe il tendine d'Achille nella prima gara della stagione vinta contro i Patriots, venendo costretto a perdere tutto il resto dell'anno.
Il 13 marzo 2019 fu svincolato dai Chiefs.

## Palmarès
- Convocazioni al Pro Bowl: 5

2010, 2012, 2013, 2015, 2016
- First-team All-Pro: 3

2013, 2015, 2016
- NFL Comeback Player of the Year Award: 1

2015
- Jim Thorpe Award - 2009
- PFWA All-Rookie Team - 2010
- Formazione ideale della NFL degli anni 2010